# Chiesa dei Santi Nazario e Celso (Treviolo)
La chiesa dei Santi Nazario e Celso è la parrocchiale di Curnasco frazione di Treviolo in provincia e diocesi di Bergamo, fa parte del vicariato di Dalmine-Stezzano.

## Storia
La chiesa di Curnasco dedicata ai santi Nazario e Celso risulta inserita con quelle delle località Castagneta, Loreto e Longuelo dal vescovo Guala nel 1168 per la definizione dei nuovi confini diocesani, sotto la giurisdizione della chiesa di Santa Grata inter Vites di Bergamo.
Un'ulteriore citazione della chiesa risale al 1360, nel “nota ecclesiarum” ordinato da Bernabò Visconti elenco stilato per portare a conoscenza dei benefici delle chiese e dei monasteri della bergamasca e così definirne i tributi che dovevano essere versati alla Chiesa di Roma e alla famiglia Visconti. Nei fascicoli risulta che la chiesa era inserita nella pieve di Lallio e che aveva un unico beneficio.
La chiesa fu visitata il 27 settembre 1575 da san Carlo Borromeo arcivescovo di Milano, mentre era ospite dalla chiesa di borgo Canale. Dalla relazione si deduce che era intitolata a san Nazario e era ancora sotto il giuspatronato della chiesa di Santa Grata inter Vites di Borgo Canale. Era retta da un cappellano mercenario e non vi erano congregazioni, la relazione riporta La chiesa aveva un campanile con una campana. I fedeli chiesero all'arcivescovo di poter avere un prete stabile, promettendo che ne avrebbero mantenuto il reddito. Durante la visita al cardinale fu fatta richiesta di potere avere un sacerdote sempre presente, e di erigere la chiesa a parrocchiale. Le richieste non furono subito accolte, ma iniziarono quel processo che condusse all'autonomia nel 1595 con lo smembramento da quella di Santa Grata inter Vites di Bergamo, anche se vennero mantenuti alcuni diritti fino al XIX secolo, con il diritto del parroco di Bergamo di celebrare la messa nei giorni dedicati ai santi titolari il 28 di luglio di ogni anno. Il primo parroco mercenario fu don Giovanni Muzio e del 1746 i parroci furono nominati dalla curia vescovile.
Nel 1666 la chiesa fu inserita nel “Sommario delle chiese di Bergamo”, elenco redatto dal cancelliere della curia vescovile Giovanni Giacomo Marenzi appartenente alla chiesa di Santa Grata. Vu erano le scuole del Santissimo Sacramento che gestiva l'altare maggiore, del Rosario, di San Rocco che gestivano i rispettivi altari.
Nel 1727 la vicinia decise di edificare il nuovo campanile usando quanto era stato ereditato dal lascito della famiglia Ricci. 
La chiesa originaria sicuramente presente dal XIV secolo era molto piccola dal classico orientamento liturgico ad est, risulta che occupata una superficie di 84,42 mq con campanile e piccola canonica. I fascicoli della visita pastorale di san Carlo Borromeo recitano:
(Atti della visita pastorale-Angelo Roncalli pagine 25-26)

Il Borromeo aveva dato ordini che variarono l'aspetto dell'aula, risulta infatti dalla relazione del parroco don Giovanni Locatelli inserita degli atti della visita pastorale del 1863 del vescovo Pier Luigi Speranza: 
(Visita Pastorale , volume 119 fascicolo 183)
Nel XIX secolo la fabbriceria, causa l'aumento demografico, decise di costruire una nuova chiesa perché quella più antica non concedeva spazi di ampliamento. Fu il conte Benaglio fare dono del terreno dove sarebbe stato edificato il nuovo luogo di culto.

Il 21 ottobre 1866 fu unanime la decisione con la posa della prima pietra l'anno successivo, il 3 marzo con la benedizione del vescovo Pietro Luigi Speranza. La costruzione fu veloce, due anni dopo l'aula era terminata: Il progetto della facciata fu affidato a Eugenio Mandelli, ma questa diede dei problemi e dieci anni dopo minacciava di cedere. Fu quindi affidato il nuovo progetto all'architetto Giuseppe Odoni che disegnò la facciata definitiva. Nel 1903 fu innalzata la nuova torre campanaria su disegno dell'architetto Virginio Muzio. La prima metà del Novecento vide la ricostruzione del locale sagrestia e lavori di manutenzione, nella seconda metà furono portati a termine nuovi lavori di mantenimento e ammodernamento.

Il nuovo edificio di culto fu consacrato il 13 novembre 1886 dal vescovo Gaetano Camillo Guindani, e intitolato ai santi Nazario e Celso e a san Giuseppe sposo della Vergine Maria. Sul lato destro della controfacciata vi è una lapide commemorativa.
Con decreto del 17 maggio 1979 del vescovo di Bergamo Giulio Oggioni la chiesa fu inserita vicariato di Dalmine-Stezzano.

## Descrizione

### Esterno
L'edificio di culto con l'orientamento a nord, fu edificato in asse con l'antica chiesa che era stata precedentemente demolita. La facciata divise su due ordini presenta nell'ordine inferiore cinque scoparti divisi da quattro colone complete di basamento e coronate da capitelli dorici con fusto scanalato, e due lesene laterali in marmo di Zandobbio. Questi elementi reggono la trabeazione e la cornice marcapiano sempre in marmo. L'ingresso posto centrale nell'ordine inferiore completo di paraste e architrave in marmo termina in due mensole che reggono il timpano. L'ordine superiore presenta centrale una grande finestra rettangolare. Quattro lesene sorreggono il cornicione terminante con timpano triangolare. La facciata è completata da quattro nicchie, due nell'ordine inferiore e due in quello superiore, dove sono collocate le statue di santi.

#### Campanile
Due sono le torri campanarie presenti in prossimità della chiesa. Quella della chiesa antica è posta tra i locali della canonica e un'abitazione privata diventata simbolo della località.
La torre più antica fu edificata con la costruzione della chiesa al tempo della visita del Borromeo con l'edificio di culto. La parte risulta essere tronca conseguente alla parziale demolizione del XIX secolo della parte superiore che risulta fosse pericolante. La torre è in laterizio con alto basamento in pietra e conservava solo una campata. Il nuovo campanile della chiesa è stato edificato su progetto di Virginio Muzio con inizio lavori il 23 marzo 1903. I lavori proseguirono poi sotto la guida di Agostino Caravati, a causa della morte del suo originario progettista. La torre è rivestita in pietra di Zandobbio e conserva un concerto di sei campane in si bemolle, mentre le due più grosse furono aggiunte successivamente. Il concerto fu consacrato dal vescovo di Bergamo Adriano Bernareggi il 5 giugno 1948.

### Interno
L'interno a navata unica, con quattro cappelle laterali, dalla lunghezza di 26 m e larghezza di 13 m, si divide in tre campate da semicolonne stuccate coronate da capitelli e complete di alte zoccolature. Le lesene reggono l'alto cornicione e otto archi della volta arcuata con due tazze decorate ad affresco. Una fascia centrale unisce le campate. A sinistra della prima campata vi è la cappella dedicata alla deposizione di Nostro Signore con tela posta in ancora stuccata raffigurante la Madonna Addolorata. Un arco collega alla fonte battesimale. Corrispondente a destra vi è la cappella dedicata a Gesù Bambino. In uno spazio ricavato di fronte al Battistero vi è la gratta di Lourdes. Nella terza campata vi sono le cappelle dedicate al Sacro cuore con altare marmoreo e corrispondente quella della Madonna del Rosario.
La prima tazza della volta ospita i medaglioni affrescati opera di Antonio Guadagnini del 1869: Gloria di San Giuseppe centrale e quattro medaglioni minori con gli evangelisti, mentre la seconda tazza Gloria del Santissimo Sacramento con i dottori della chiesa Tommaso d'Acquino, Bernardo da Chiaravalle, Agostino da Ippona, e Ambrogio da Milano opera del 1868 di Luigi Galizzi.
La zona presbiteriale a pianta rettangolare, ma di misure inferiori rispetto alla navata, lasciando così spazio alla cappella di san Zenone. Il presbiterio è preceduto dall'arco trionfale e sopraelevato da quattro gradini. Quattro archi sostengono e formano la cupola a tazza completa di quattro pennacchi decorati. Il coro ligneo completa il absidato composto da quindici stalli. L'altare maggiore è un'opera lignea recuperata dalla chiesa originaria. Nei locali della sagrestia è conservata la tela Esaltazione della vera croce e i santi Pietro martire, Francesco, Chiara e Caterina di Sebastiano Cima.